# Дом Мануйлова (Москва)
Дом Ману́йлова — неоклассический особняк, построенный в начале 1910-х по проекту архитектора Николая Жерихова в Москве на улице Божедомке. Принадлежал адвокату И. М. Мануйлову. Пережив без потерь XX век, в 2012 году был разобран по решению собственника, после чего восстановлен со многочисленными нарушениями.

## Описание
Двухэтажное особняк Мануйлова является ярким образцом неоклассикического стиля 1910-х годов. Точная дата окончания строительства в различных источниках варьирует от 1910 до 1912 года. Входной портал был украшен декоративной аркой с богатым лепным декором, в центре композиции — символическое изображение лиры. В венчающей части располагались барельефы с изображением Панафинейского шествия Парфенона, окружённое пальметтами и венками. В 1992 году дому присвоили статус объекта культурного наследия регионального значения.

## Современное состояние
В 2012 году на чердаке дома начался пожар, из-за которого частично рухнула стропильная система и перекрытия стен второго и первого этажей. Летом 2013 года собственник, имея лишь ордер ОАТИ на ремонт фасада, демонтировал внутренние перегородки и перекрытия, снял кровлю. Была разрушена оригинальная изразцовая печь. По заявлению владельца дома, он собирался надстроить два этажа и подземную парковку. После обращений градозащитников, Мосгорнаследие выдало предписание об остановке работ и возбудило дело об административном нарушении, к тому моменту памятник был практически разрушен. Без крыши дом простоял две зимы, эксперты оценивали его состояние как остро аварийное: стены и сохранившиеся балки покрыла плесень, деформировались оконные проёмы и фундамент. Только 21 июля 2015 года Мосгорнаследие выдало разрешение на первоочередные противоаварийные работы.
В апреле 2016 года Мосгорнаследие согласовало акт государственной историко-культурной экспертизы проекта с разборкой и воссозданием второго этажа, устройством мансарды и лифта. Как заявил в октябре 2016 года главный архитектор проекта Сергей Малихов, деревянные стены второго этажа находились в аварийном состоянии, конструкции были поражены гнилью и жучком-точильщиком. В Мосгорнаследии обещали, что стены восстановят с сохранением «исторических конструктивных решений». Между тем, по свидетельству членов движения «Архнадзор», к концу 2016 года были разобраны стены не только второго, но и первого этажа, до фундаментов.
В 2019 году Научно-методический совет Мосгорнаследия признал результаты реставрации неудовлетворительными. Экспертиза выявила серьёзные повреждения у исторического барельефа: помимо того, что исчезли целые лепные группы, на сохранившихся элементах были обнаружены следы шлифовки наждачной бумагой. Исполнителя — компанию «Борей» — обещали привлечь к ответственности и лишить лицензии. Компания получила штраф в 500 тыс. рублей, организация, осуществлявшая авторский надзор — штраф в 250 тыс. рублей.